# Tyler Boyd (labdarúgó)
Tyler Boyd (Tauranga, 1994. december 30. –) új-zélandi és amerikai válogatott labdarúgó, a LA Galaxy csatárja.

## Pályafutása

### Klubcsapatokban
Boyd az új-zélandi Tauranga városában született. Az ifjúsági pályafutását a Melville United akadémiájánál kezdte.
2011-ben mutatkozott be a Melville United felnőtt keretében. 2011-ben a Waikato, majd 2012-ben az ausztrál első osztályban szereplő Wellington Phoenix szerződtette. 2015-ben a portugál Vitória Guimarãeshez írt alá. 2017 és 2019 között a Tondelánál és a török Ankaragücünél szerepelt kölcsönben. 2019-ben a török Beşiktaşhoz igazolt. A 2020–21-es szezon második felében a Sivasspor, míg a 2021–22-es szezonban a Çaykur Rizespor csapatát erősítette kölcsönben. 2023. február 21-én szerződést kötött az észak-amerikai első osztályban érdekelt LA Galaxy együttesével. Először a 2023. március 5-ei, Dallas ellen 3–1-re elvesztett mérkőzés 71. percében, Raheem Edwards cseréjeként lépett pályára. Első gólját 2023. április 16-án, a Los Angeles ellen hazai pályán 3–2-es vereséggel zárult találkozón szerezte meg.

### A válogatottban
Boyd az U20-as korosztályú válogatottban is képviselte Új-Zélandot. 2014-ben öt mérkőzés erejéig tagja volt az új-zélandi válogatottnak.
2019-ben debütált az amerikai válogatottban. Először a 2019. június 9-ei, Venezuela ellen 3–0-ra elvesztett mérkőzésen lépett pályára. Első válogatott góljait 2019. június 18-án, Guyana ellen 4–0-ás győzelemmel zárult CONCACAF-aranykupa mérkőzésen szerezte meg.

## Statisztikák
2023. június 25. szerint
| Klub                         | Szezon   | Osztály       | Bajnokság | Bajnokság | Kupa  | Kupa | Nemzetközi | Nemzetközi | Összesen | Összesen |
| Klub                         | Szezon   | Osztály       | Meccs     | Gól       | Meccs | Gól  | Meccs      | Gól        | Meccs    | Gól      |
| ---------------------------- | -------- | ------------- | --------- | --------- | ----- | ---- | ---------- | ---------- | -------- | -------- |
| Wellington Phoenix           | 2012–13  | A-League      | 24        | 0         | 0     | 0    | —          | —          | 24       | 0        |
| Wellington Phoenix           | 2013–14  | A-League      | 20        | 2         | 0     | 0    | —          | —          | 20       | 2        |
| Wellington Phoenix           | 2014–15  | A-League      | 4         | 2         | 0     | 0    | —          | —          | 4        | 2        |
| Wellington Phoenix           | Összesen | Összesen      | 48        | 4         | 0     | 0    | 0          | 0          | 48       | 4        |
| Vitória Guimarães            | 2015–16  | Liga Portugal | 2         | 0         | 0     | 0    | —          | —          | 2        | 0        |
| Vitória Guimarães            | 2018–19  | Liga Portugal | 10        | 0         | 2     | 1    | —          | —          | 12       | 1        |
| Vitória Guimarães            | Összesen | Összesen      | 12        | 0         | 2     | 1    | 0          | 0          | 14       | 1        |
| Tondela (kölcsönben)         | 2017–18  | Liga Portugal | 27        | 5         | 0     | 0    | —          | —          | 27       | 5        |
| Ankaragücü (kölcsönben)      | 2018–19  | Süper Lig     | 14        | 6         | 0     | 0    | —          | —          | 14       | 6        |
| Beşiktaş                     | 2019–20  | Süper Lig     | 21        | 1         | 3     | 1    | 4          | 1          | 28       | 3        |
| Beşiktaş                     | 2020–21  | Süper Lig     | 4         | 1         | 0     | 0    | 2          | 0          | 6        | 1        |
| Beşiktaş                     | 2022–23  | Süper Lig     | 1         | 0         | 0     | 0    | —          | —          | 1        | 0        |
| Beşiktaş                     | Összesen | Összesen      | 26        | 2         | 3     | 1    | 6          | 1          | 35       | 4        |
| Sivasspor (kölcsönben)       | 2020–21  | Süper Lig     | 14        | 5         | 1     | 0    | —          | —          | 15       | 5        |
| Çaykur Rizespor (kölcsönben) | 2021–22  | Süper Lig     | 29        | 2         | 0     | 0    | —          | —          | 29       | 2        |
| LA Galaxy                    | 2023     | MLS           | 18        | 2         | 3     | 1    | —          | —          | 21       | 3        |
| Összesen                     | Összesen | Összesen      | 188       | 26        | 9     | 3    | 6          | 1          | 203      | 30       |

### A válogatottban
| Válogatott | Év       | Pályára lépés | Gól |
| ---------- | -------- | ------------- | --- |
| Új-Zéland  | 2014     | 5             | 0   |
| Összesen   | Összesen | 5             | 0   |

| Válogatott       | Év       | Pályára lépés | Gól |
| ---------------- | -------- | ------------- | --- |
| Egyesült Államok | 2019     | 10            | 2   |
| Összesen         | Összesen | 10            | 2   |

#### Góljai az amerikai válogatottban
| # | Időpont          | Helyszín                                             | Ellenfél | Gólok | Eredmény | Kiírás                     |
| - | ---------------- | ---------------------------------------------------- | -------- | ----- | -------- | -------------------------- |
| 1 | 2019. június 18. | Allianz Field, Saint Paul, Amerikai Egyesült Államok | Guyana   | 2–0   | 4–0      | 2019-es CONCACAF-aranykupa |
| 2 | 2019. június 18. | Allianz Field, Saint Paul, Amerikai Egyesült Államok | Guyana   | 4–0   | 4–0      | 2019-es CONCACAF-aranykupa |

## Sikerei, díjai
Amerikai válogatott
- CONCACAF-aranykupa
  - Győztes (1): 2019